# Echte kikkers
Echte kikkers (Ranidae) zijn een familie uit de orde kikkers (Anura). Er zijn ongeveer 380 soorten die vrijwel wereldwijd voorkomen. Het is een van de bekendste families van kikkers en de meeste vertegenwoordigers zien er typisch kikker-achtig uit.
De familie is in Europa ruim vertegenwoordigd; vrijwel alle soorten die in Nederland en België voorkomen behoren tot de familie Ranidae. Tussen de diverse soorten bestaan veel hybriden: vruchtbare kruisingen tussen verschillende soorten.
Alle soorten eten kleine ongewervelden en hebben slangen en vogels als belangrijkste vijand.

## Naamgeving en taxonomie
De wetenschappelijke naam werd gepubliceerd in 1814 door Constantine Samuel Rafinesque-Schmaltz. Oorspronkelijk werd de wetenschappelijke naam Ranae gebruikt. Een van de bekendste geslachten is het geslacht Rana.
Veel soorten kikkers die tegenwoordig tot andere families van kikkers worden gerekend, hebben Rana als wetenschappelijke geslachtsnaam gehad. Een voorbeeld is de bekende boomkikker (Hyla arborea), die tegenwoordig tot de boomkikkers wordt gerekend, maar oorspronkelijk werd beschreven als Rana arborea.

## Verspreiding en habitat
Echte kikkers komen wereldwijd voor, maar niet in Zuid-Amerika en ze ontbreken ook in grote delen van Australië. Veel soorten die vroeger wel tot de familie Ranidae werden gerekend, komen echter wel in deze werelddelen voor zodat de literatuur hierover niet altijd eenduidig is.
Vrijwel alle soorten leven in zoetwater of blijven in de nabijheid hiervan. Sommige soorten leven meer op het land en komen alleen naar het water om eieren af te zetten; een voorbeeld is de boskikker (Lithobates sylvaticus). Andere soorten zijn juist sterk aan water gebonden en van sommige soorten is bekend dat ze het ook in brak water uithouden.
Ook in België en Nederland komen verschillende soorten voor, zie ook onder taxonomie.

## Uiterlijke kenmerken

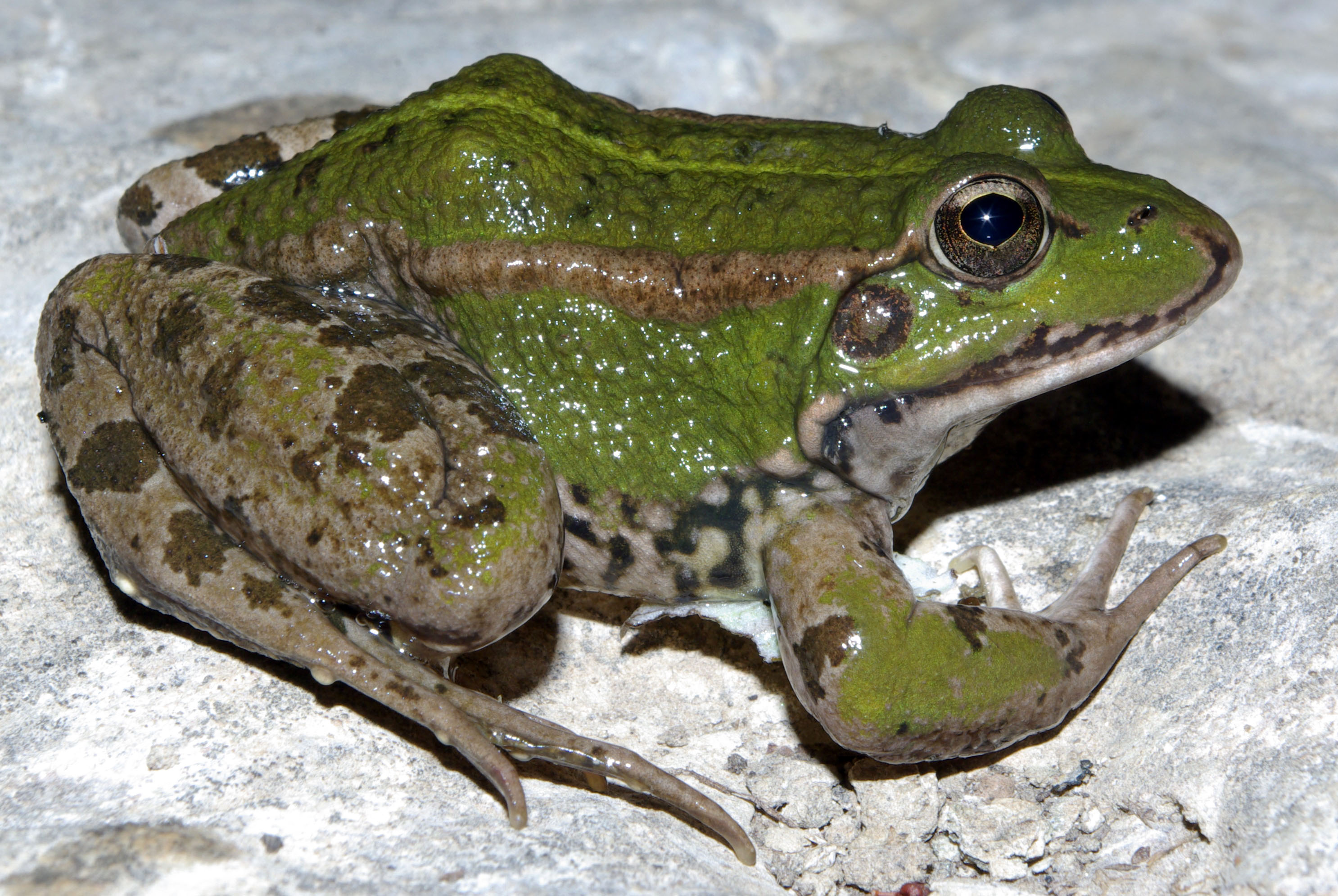
Iberische meerkikker (Pelophylax perezi)

Echte kikkers hebben een peervormig, afgeplat lichaam dat een gestroomlijnde vorm heeft. De kop is meestal puntig en heeft grote ogen en tevens grote trommelvliezen (tympana). Veel soorten zijn te onderscheiden aan de vorm van de snuit in combinatie met de grootte van de ogen en trommelvliezen. Vaak wordt ook de relatieve grootte van het oog ten opzichte van het trommelvlies gebruikt.
De lichaamskleur is meestal groen of bruin; van slechts weinig soorten zijn felle kleuren bekend, in tegenstelling tot veel andere families van kikkers. Vrijwel alle soorten zijn groen of bruin; de groene kikkers zijn meestal in het water te vinden, terwijl de bruine kikkers meer aan de oever van het water leven.
De voorpoten zijn veel kleiner dan de achterpoten en zijn ook vrij kort. De achterpoten zijn groter, beweeglijker en met name gespierder dan de voorpoten; alle soorten zijn goede springers en zwemmers. De tenen van de achterpoten zijn verbonden met zwemvliezen. De exacte grootte van de zwemvliezen is ook een determinatiekenmerk; bij sommige soorten reikt het vlies tot halverwege de teen en bij andere soorten tot het einde van de teen.
De echte kikkers hebben vaak - maar zeker niet altijd - een gladde huid. De kikkers hebben geen ontwikkelde gifklieren of parotoïden achter de ogen. Wel komen vaak dorsolaterale lijsten voor; dit zijn langwerpige klierstructuren aan weerszijden van de rug.

## Levenswijze
De echte kikkers zijn waterbewoners; enkele soorten betreden alleen het water in de voortplantingstijd en leven in de strooisellaag van het bos. Alle soorten zijn voornamelijk insecteneters en eten ook andere kleine ongewervelden zoals wormen en duizendpotigen. De grotere soorten eten zelfs kleine gewervelden, van de tot 20 centimeter lange Amerikaanse stierkikker is waargenomen dat ook kleine slangen worden buitgemaakt. Van veel soorten is kannibalisme bekend, zowel eigen soortgenoten als andere soorten kikkers worden gegeten.
Echte kikkers kunnen gedurende de voortplantingstijd in grote aantallen worden aangetroffen in het water. Ze leggen hun eieren altijd in het water, waarin de larven zich vervolgens ontwikkelen. De mannetjes wachten hierbij de vrouwtjes op, die worden besprongen en niet meer worden verlaten voor ze een eiklomp hebben afgezet. Deze wordt vervolgens door het mannetje voorzien van zaad. Er worden vaak grote aantallen eieren geproduceerd, waarvan er slechts enkele het volwassen stadium bereiken. Van veel andere families van kikkers is bekend dat ze de eieren een tijdje met zich meedragen of dat de eieren zich op het land ontwikkelen, bij de echte kikkers komt dit echter niet voor.
Belangrijke vijanden zijn slangen en vogels. Binnen Europa zijn het voornamelijk de ringslang en de dobbelsteenslang die jagen op kikkers die in het water leven. Verschillende rovende vogels zoals de blauwe reiger leven van kikkers, en dan voornamelijk soorten uit deze familie.

## Taxonomie en indeling
Over de indeling is nog veel discussie; de groep werd vroeger onderverdeeld in verschillende onderfamilies, maar dit concept is tegenwoordig verlaten. De familie van de echte kikkers wordt tegenwoordig verdeeld in zestien geslachten en meer dan 350 soorten, volgens andere indelingen meer dan 750 soorten.
Ook wordt de familie pijlgifkikkers (Dendrobatidae) soms tot de echte kikkers gerekend. Gezien het feit dat DNA-analyse steeds meer duidelijkheid brengt over de verwantschappen zal de huidige indeling nog veranderen. Enkele geslachten, zoals Micrixalus en Conraua die lange tijd tot de Ranidae werden gerekend, behoort recentelijk tot andere families.
Onderstaand zijn alle geslachten en enkele bekendere soorten weergegeven.
Familie Echte kikkers (Ranidae)
- Geslacht Abavorana
- Geslacht Amnirana
- Geslacht Amolops
- Geslacht Babina
- Geslacht Chalcorana
- Geslacht Clinotarsus
- Geslacht Glandirana
- Geslacht Huia
- Geslacht Humerana
- Geslacht Hydrophylax
- Geslacht Hylarana
- Geslacht Indosylvirana
- Geslacht Lithobates
- Geslacht Meristogenys
- Geslacht Odorrana
- Geslacht Papurana
- Geslacht Pelophylax
- Geslacht Pseudorana
- Geslacht Pterorana
- Geslacht Pulchrana
- Geslacht Rana
- Geslacht Sanguirana
- Geslacht Staurois
- Geslacht Sylvirana

### In Nederland en België
Veel soorten kikkers in Nederland en België vallen onder de familie van de echte kikkers. Vijf soorten komen hier van nature voor; een aantal hiervan zijn tevens de bekendste kikkersoorten in West-Europa.
- Geslacht: Rana
  - Bruine kikker (Rana temporaria)
  - Heikikker (Rana arvalis)

- Geslacht: Pelophylax
  - Meerkikker of grote groene kikker (Pelophylax ridibundus);
  - Middelste groene kikker of bastaardkikker (Pelophylax kl. esculentus)
  - Poelkikker of kleine groene kikker (Pelophylax lessonae);

Ook de Amerikaanse stierkikker (Lithobates catesbeianus) leeft in westelijk Europa, maar deze invasieve soort is uitgezet en ontsnapt uit vijvers en is schadelijk voor inheemse soorten waardoor alles gedaan wordt om deze soort juist terug te dringen.